# Camilla Fors
Camilla Fors (* 24. April 1969) ist eine ehemalige schwedische Fußballspielerin.

## Karriere

### Vereine
Fors spielte im Seniorinnenbereich ausschließlich für den im Göteborger Vorort Mölndal ansässigen Jitex BK, der seinen Namen nach dem im Göteborger Stadtteil Krokslätt beheimateten Bekleidungshaus Ji-Tex trägt. Mit der Mannschaft gewann sie 1989 die Meisterschaft und erreichte das Finale um den Svenska Cupen, den nationalen Vereinspokal, das jedoch mit 1:2 gegen die Öxabäck Idrottsförening verloren wurde.

### Nationalmannschaft
Fors bestritt in vier Jahren 13 Länderspiele für die A-Nationalmannschaft. Sie gehörte der Mannschaft bereits am 15. und 26. Oktober 1988 in den beiden EM-Viertelfinalqualifikationsspielen gegen die Nationalmannschaft Dänemarks an, wurde in Odense und Borås jedoch (noch) nicht eingesetzt. Ihr Debüt als Nationalspielerin für den SvFF hatte sie am 11. März 1989 beim 2:1-Sieg im Freundschaftsspiel gegen die Nationalmannschaft Frankreichs in Levallois-Perret. Ihre nächsten beiden Länderspiele – in Vorbereitung auf die bevorstehende Europameisterschaft in Deutschland – bestritt sie am 26. April 1989 in Bromölla beim 4:1-Sieg über die Nationalmannschaft Finnlands und am 23. Mai 1989 in London beim 2:0-Sieg über die Nationalmannschaft Englands. In der EM-Finalrunde gehörte sie der Mannschaft an, die das Halbfinale gegen die Nationalmannschaft Norwegens am 28. Juni in Lüdenscheid mit 1:2 verlor, jedoch das Spiel um Platz 3 gegen die Nationalmannschaft Italiens – wenn auch erst in der Verlängerung – mit 2:1 gewann. Am 22. Oktober 1989 – im letzten Spiel des Jahres – kam sie das erste Mal in einem EM-Qualifikationsspiel und der gleichzeitigen Premiere mit der Nationalmannschaft Polens zum Einsatz, die mit dem 4:1-Sieg auch glückte.
Im Spieljahr 1991 kam sie in vier von 14 Länderspielen zum Einsatz, davon zwei bei der Premiere der Weltmeisterschaft in der Volksrepublik China mit dem ersten und dritten Spiel der Gruppe B. Ihre letzten drei Länderspiele waren das am 8. März 1992 in Agia Napa auf Zypern ausgetragene und mit 2:1 gegen die Nationalmannschaft Norwegens gewonnene Spiel im Turnier um den Open Nordic Cup als Alternative zur (seit 1992 nicht mehr ausgetragenen) Nordischen Meisterschaft, das am 22. April 1992 mit 1:2 verlorene Freundschaftsspiel gegen die Nationalmannschaft der Niederlande in Vlaardingen sowie das am 17. Mai 1992 mit 1:1 gegen die Nationalmannschaft Spaniens beendete zweite Spiel der EM-Qualifikationsgruppe 4.

## Erfolge
Nationalmannschaft
- Dritter Weltmeisterschaft 1991
- Dritter Europameisterschaft 1989

Jitex IF
- Schwedischer Meister 1989
- Schwedischer Pokal-Finalist 1989